# Pialla a dito

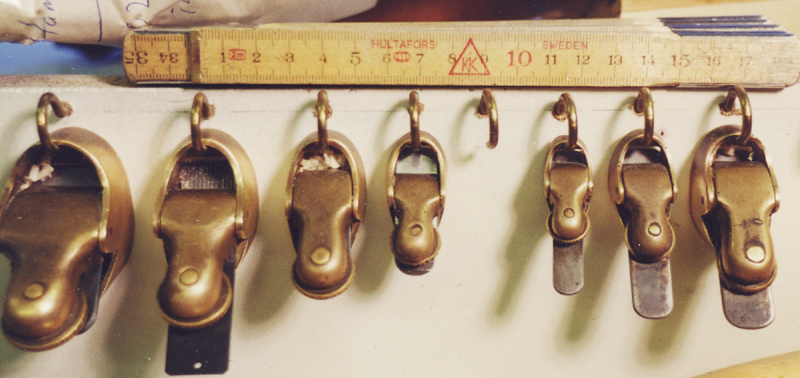
Pialle a dito del laboratorio di un liutaio

Una pialla a dito è una piccolissima pialla, tipicamente con un corpo in ottone, utilizzata in particolare dai liutai o nei lavori di falegnameria che richiedano una precisione minuziosa. Come suggerisce il nome le pialle a dito vengono adoperate incastrando un dito (solitamente l'indice della mano dominante) nell'apposita sede e utilizzando la pialla come un rivestimento abrasivo del polpastrello.
In liuteria, le pialle a dito vengono utilizzate per il lavoro di rifinitura finale dello strumento, dopo l'incollaggio, in particolare attorno ai bordi curvi e per livellare gli intarsi sulle parti curve superiori degli strumenti. Sono quindi di piccola lunghezza, poiché non è necessario che coprano un'area ampia. Sono anche strette in larghezza della lama, poiché sono pensate per lavorare sui bordi di tavole sottili o per pulire piccole aree quando si deve graduare lo spessore delle tavole armoniche ad arco. Alcune hanno basi piatte, per lavori convessi; le più caratteristiche hanno basi curve, indicate per la lavorazione di superfici concave. Vengono realizzate in un'ampia gamma di curvature e un tipico laboratorio da liutaio ne avrà diverse, di varia curvatura. Alcuni liutai arrivano a costruirsele personalmente per venire incontro alle proprie esigenze stilistiche.

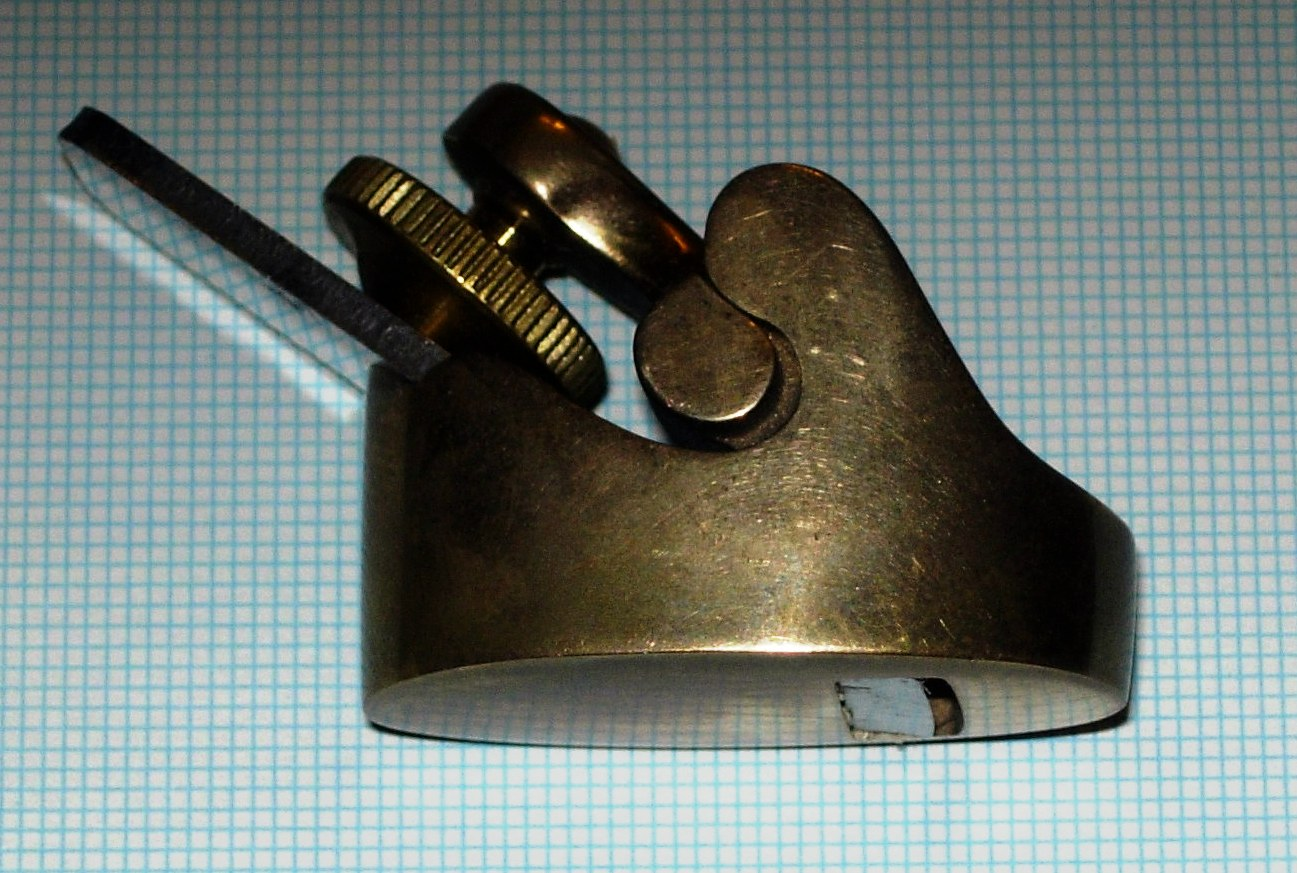
Pialla a dito, lunghezza 35 mm, con fondo curvo

Poiché le pialle sono concepite solo per un compito specifico, non sono regolabili e sono realizzate con bocche fisse e una lama bloccata in posizione da un semplice cuneo, o da una vite di bloccaggio, non da un regolatore. Per aggiungere peso a uno strumento così piccolo, al fine di facilitarne l'utilizzo da parte dell'artigiano, sono comunemente fuse in una densa lega di ottone o bronzo.